# The S.L.P.
The S.L.P. — сольний музичний проект Серджіо Піццорно, гітариста та автора пісень рок-гурту Kasabian. Назва походить від ініціалів його повного імені Серджіо Лоренцо Піццорно. У його дебютному синглі «Favourites» брала участь реперка Little Simz. Він був випущений 14 травня 2019 року, дебютувавши в програмі Future Sounds на BBC Radio 1 з Енні Мак.
Другий сингл, «Nobody Else», був випущений 20 червня 2019 року, а також дебютував на BBC Radio 1 Future Sounds з Енні Мак У той же час було оголошено про тур Великобританією та Європою, включаючи два концерти в EartH у Лондоні та концерти в Італії, Німеччині та Нідерландах
Піццорно задумав проект в той час поки Kasabian перебував на річній перерві, коли він виявив, що хоче дослідити «крайні сторони своєї особистості» як «віддушину, щоб зберегти свій розум». Він сам записав і продюсував 11-трековий альбом на своїй студії в Лестері. Випущений 30 серпня 2019 року, він також включає співпрацю зі Slowthai.
Трек «Favourites» виник з почуття стурбованості через фальшивість того, як люди представляють себе в соціальних мережах, в епоху, коли, як він сказав Енні Мак, «більшість людей прикидаються кимось іншим через свою онлайн-персону». Відео, опубліковане наприкінці травня 2019 року та рекламоване MTV, DIY, NME та іншими, було знято дизайнером Айтором Трупом за допомогою нової техніки зміни часу, розробленої Трупом.

## Дискографія

### Студійні альбоми
- The S.L.P. (2019) [6] № 7 у чарті альбомів Великобританії[9]

### Сингли
- «Favourites» за участю Little Simz (2019) [2]
- «Nobody Else» (2019) [3]
- «The Youngest Gary» (2019) [10]
- «((trance))» (2019) [11]